# Садыкова, Василя Садыковна
Василя Садыковна Садыкова — советский хозяйственный, государственный и политический деятель.

## Биография
Родилась в 1914 году. Член КПСС с 1940 года.
С 1933 года — на хозяйственной, общественной и политической работе. В 1933—1981 гг. — заведующая магазином, работница Ташкентского горпищеторга, председатель райисполкома в городе Ташкенте, заместитель секретаря Ташкентского обкома КП(б) Узбекистана, первый секретарь Чиназского райкома КП Узбекистана, заместитель Председателя Президиума Верховного Совета Узбекской ССР, министр социального обеспечения Узбекской ССР.
Избиралась депутатом Верховного Совета Узбекской ССР 2-10-го созывов.
Умерла в 1987 году.